# Kraichgau

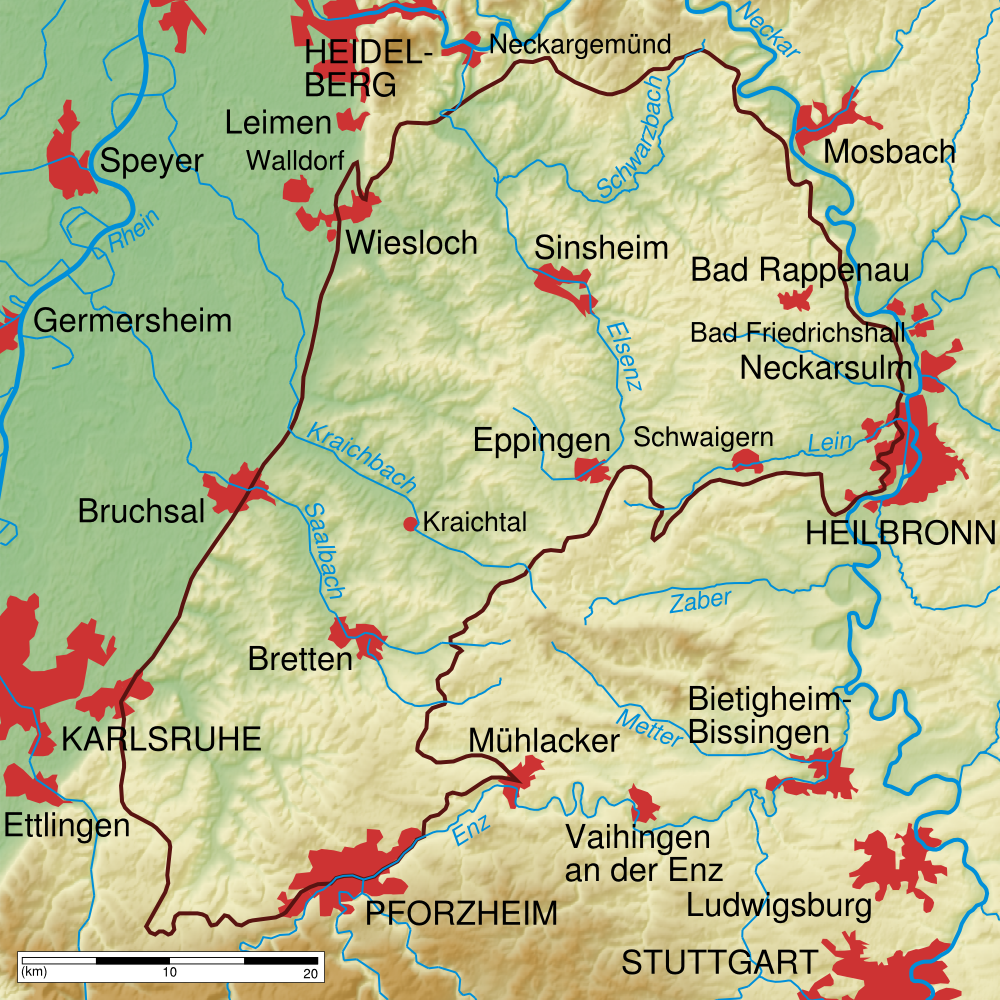
Mapa físic del Kraichgaus

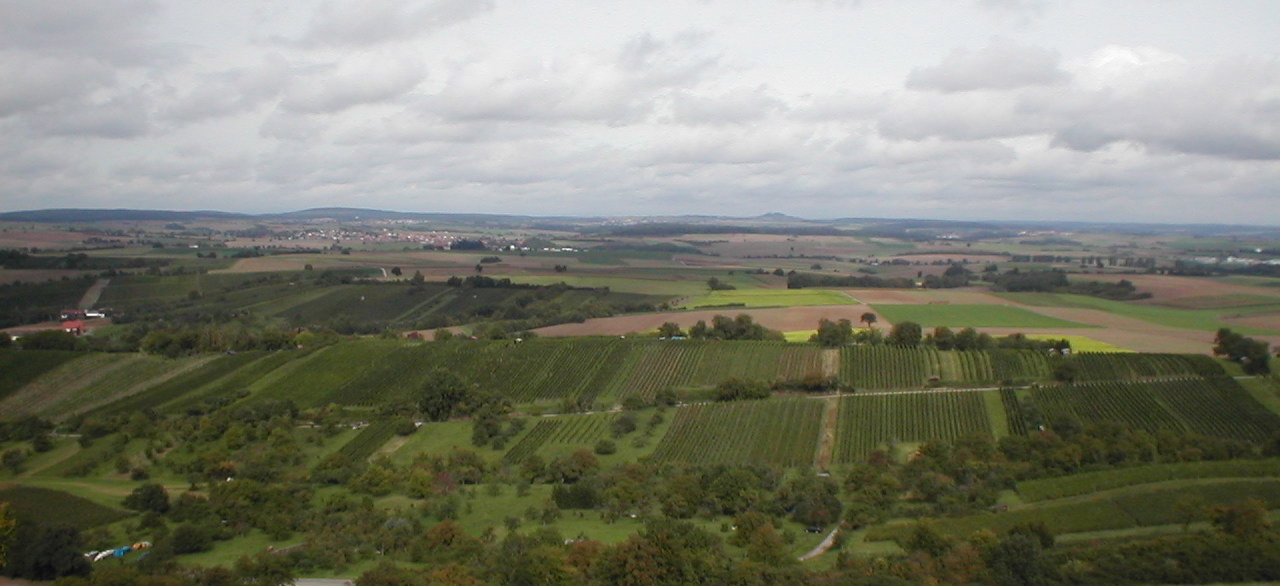
Vista de Ravensburg a Sulzfeld en la regió del turó de Kraichgau, al punt més alt del Kraichgaus, amb el castell Burg Steinsberg (a l'horitzó al mig d'imatge)

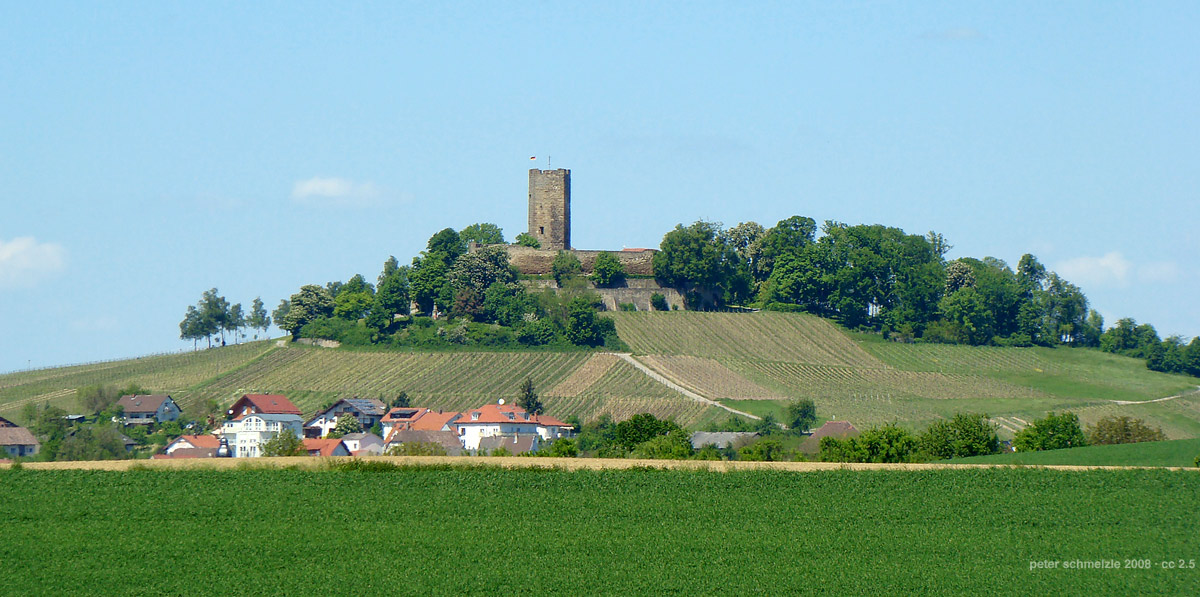
Burg Steinsberg a la muntanya homònima, el punt més alt del Kraichgaus

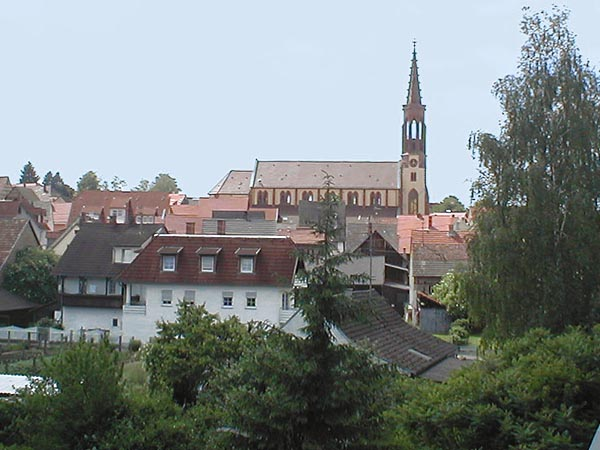
L'església parroquial catòlica de Waibstadt

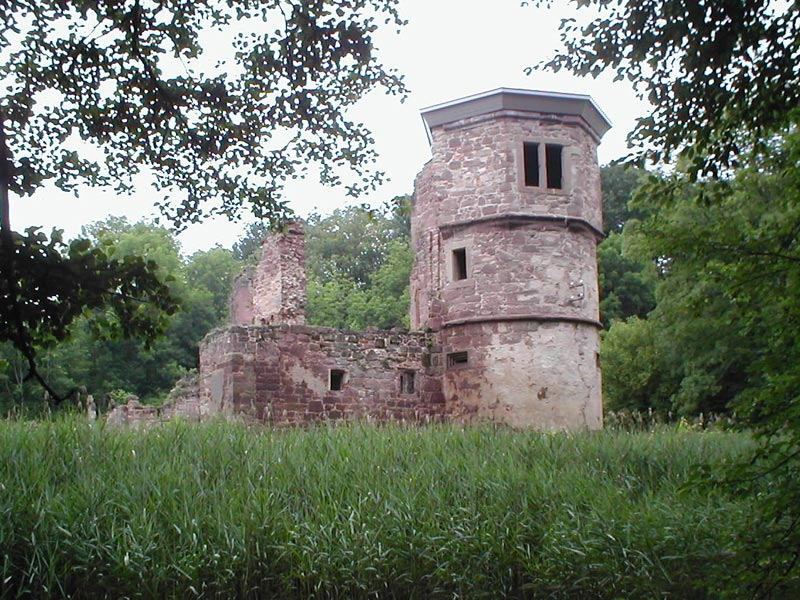
Ruïna del castell Wasserschlosses a Kraichtal-Menzingen

El Kraichgau és una regió de muntanya al nord-oest de Baden-Württemberg. Com a espai natural és part del Neckar- und Tauber-Gäuplatten.

## Geografia
El Kraichgau com a regió del Baden-Württemberg nord-occidental limita amb l'Odenwald al nord, la Selva Negra (Schwarzwald) al sud així com el Oberrheinischen Tiefebene a l'oest. A l'est limita amb l'Stromberg i l'Heuchelberg al Zabergäu. La superfície sencera de l'àrea és de 1630 km².
Les ciutats més grans del Kraichgaus són Sinsheim, Eppingen, Bad Rappenau, Bretten i Bruchsal. Hi ha també 40 pobles. Els llocs més grans són Rauenberg, Kraichtal, Bad Schönborn, Oberderdingen, Knittlingen, Pfinztal, Walzbachtal, Meckesheim i Neckarbischofsheim.
Els rius més importants són el Kraichbach, que ve del Sternenfels, s'uneix al Ketsch i desaigua al Rin, i l'Elsenz que prové del poble homònim prop d'Eppingen i desemboca al Neckar a Neckargemünd. Altres rius destacats són a la part occidental el Pfinz, Saalbach i Leimbach, i a l'oriental Lein i Schwarzbach.
El punt més alt al Kraichgau és la muntanya de Burgberg amb el castell de Burg Steinsberg a Sinsheim-Weiler amb 333 m sobre el nivell de la mar.

## Origen de nom
La denominació Kraichgau per l'àrea sencera actual és d'origen modern. Originalment el nom sobre es referia a l'àrea d'entrada del Kraichbach, i es limitava parcialment també a llocs en Waldangelbach i Saalbach. Les àrees restants pertanyien a l'Elsenzgau, el Pfinzgau o el Gartachgau. Els llocs en l'àrea del Leimbach pertanyia al Lobdengau.
A l'alta edat mitjana es documenta per primera vegada el Kraichgau (llavors encara més petit) al Còdex de Lorschex com a Creichgowe el 769; més tardà també com Chrehgauui (el 773) o Craichgoia (el 778). Una forma de nom considerablement més tardana és Kreuchgau (el 1594).
El nom Kraich va probablement de la paraula celta Creuch per fang. El concepte "gau" (país, pagus) assenyala una àrea sense bosc oberta o bé país rural.

## Història

### Antiga història
El Kraichgau figura entre els espais culturals més vells d'Europa. En aquesta àrea hi havia ja fa més de mig milió d'anys un parent llunyà de l'home modern, l'Homo Heidelbergensis. La troballa d'una mandíbula inferior a Mauer, entre Sinsheim i Heidelberg, l'any 1907 va causar sensació al món; fins avui dia és el fòssil més vell del gènere Homo, que s'ha trobat mai a Alemanya.
Els canvis climàtics creaven un paisatge aturonat amb sòls al·luvials formats en el curs dels mil·lennis de manera que tot el Kraichgau es convertia en depressió entre Odenwald i Schwarzwald. Del Neolític i l'edat del bronze s'han fet moltes troballes individuals de per exemple pedres raspadores, ratlladors, fulles de punyal, puntes de llança i enterraments temporal. Altres rastres els van deixar també la tribu celta dels helvecis al voltant del 400 aC.
Especialment el Període dels romans deixava rastres persistents. Nombroses troballes demostren de la importància d'aquest espai com a part interior del Limes Germanicus durant l'ocupació romana. Un exemple impressionant d'art gal·loromà representa un Júpiter gegant, el més alt i més bonic d'Alemanya del sud, trobat el 1959 a Steinsfurt a plena llum.
Tribus germàniques van arribar després al país, especialment cimbres, francs teutons i sueus, estenent-se pel sud de l'Alemanya occidental. vers el 260 els alamans deixaven rastres a l'est de Sinsheim, i van establir assentaments urbans al Kraichgau fins vers l'any 500. Els alemanys entraren en conflicte amb l'Imperi Franc, ja que volien estendre la seva àrea cap a l'oest i el nord-oest. De la batalla decisiva de Zülpich (496/497) els francs en van sortir vencedors definitius. Més tard després d'una insurrecció fracassada dels alemans el 506/507, aquesta àrea va quedar sota domini complet dels francs i es va dir Francònia.

### Comtes al Kraichgau del segle VIII al X
El Kraichgau s'esmenta com a terra comtal per primer cop al segle VIII al Còdex de Lorsch com a Craichgoia. fou terra comtal documentada de la meitat del segle VIII al final del segle x.
| Nom (dades)                                    | Domini                                      | Comentaris |
| ---------------------------------------------- | ------------------------------------------- | --- |
| Gerold d'Anglachgau (vers 730, † vers 784/786) | a partir de a tot tardar 777 fins a 784/786 | fill d'un comte franc i membre de l'aristocràcia imperial franca. Casat amb Imma, filla del duc alamànic Hnabi. Pare d'Hildegarda de Vintzgau, l'esposa de Carlemany                                        |
| Sigard (segle ix)                              | 858 bis 861                                 | Fundador de la família dels Sigàrdides |
| Otó de Caríntia (Otó de Worms) (948, † 1004)   | nach 956 bis 978                            | 956 comte de Nahegau, comte a l'Speyergau, Wormsgau, Elsenzgau, Kraichgau, Enzgau, Pfinzgau i Ufgau, dues vegades duc de Caríntia vers 978–983 i 995–1002. Fou candidat al tron en l'elecció reial de 1002. |

A més actuaren també els comtes de la família Zeisolf-Wolfram.

### Lliga de cavallers Kraichgauer

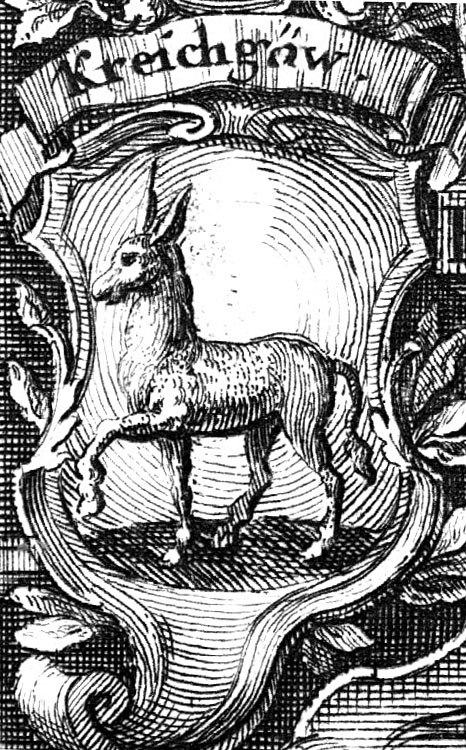
El ruc com a animal del blasó dels cavallers de Kraichgau

La regió mostra una densitat extraordinàriament alta de famílies nobles, en total són coneguts més de cent llinatges. Sebastian Münster esmentava el Kraichgau el 1550 com el "País de la Noblesa". Franz Josef Mone (1796-1871), el primer director de l'arxiu general del país a Karlsruhe, va comptar 109 famílies nobles.

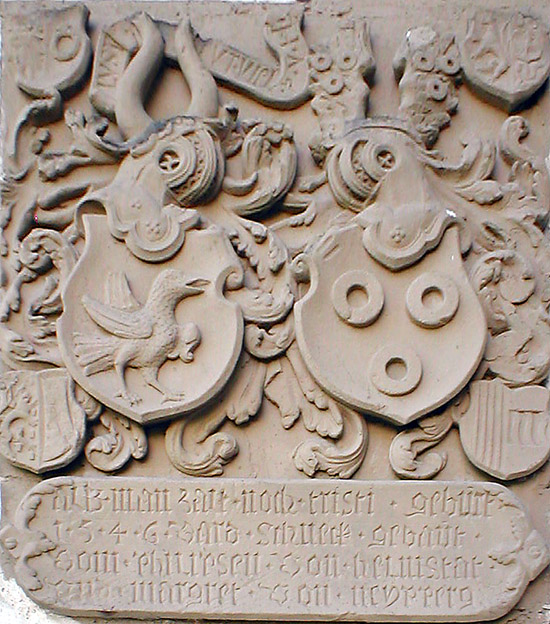
blasó de l'aliança Helmstatt-Neipperger de 1546 a Neckarbischofsheim

Els senyors regionals importants eren ja a l'edat mitjana alta els Göler de Ravensburg i els Eberstein comtes d'Eberstein que tenien a partir de final del segle xi possessions significatives al Kraichgau i eren també responsables de les fundacions de ciutat de Bretten i Gochsheim al voltant de 1250. A l'antic castell de Bretten residia probablement el llinatge noble dels comtes de Lauffen la línia dels quals desapareixia al voltant de 1219.
A partir de l'edat mitjana tardana apareixien també les famílies cavalleresques imperials com els senyors de Gemmingen, els senyors de Neipperg, els senyors se Helmstatt, els senyors de Venningen i els senyors de Mentzingen, que fou al segle xvi el Cercle de cavallers de Suàbia quan el seu grup de Cavallers de Kraichgau que tenien seu a Wimpfen, van passar a partir de 1619 a Heilbronn.
Els germans Dieteric de Gemmingen (+ 1526), Llop (+ 1555) i Felip de Gemmingen (+ 1544) van introduir la reforma al territori el 1522. La noblesa del Kraichgau es va fer luterana majoritàriament.
Després de la devastació del país en la Guerra dels Trenta Anys la noblesa de la regió aspirava a una recolonització ràpida per guanyar nous súbdits i tenir així uns ingressos fiscals. A aquest temps també es va produir l'arribada de famílies de noblesa catòliques com els comtes de Wiser o els comtes de Yrsch, que s'havien enriquit al Palatinat i colonitzaven la regió amb famílies catòliques; també es van establir jueus que vivien llavors dispersament en mig de la població o en àrees determinades, però sense formar-se guetos.
Els cavallers de Kraichgau podien defensar la seva immediatesa a l'imperi; entre els principals senyors estaven els comtes de Württemberg, els marcgravis de Baden, el Bisbat d'Espira (Speyer) i els electors del Palatinat, però amb la mediatització després del final de l'Imperi el 1803 es van dissoldre les associacions de cavallers, i els territoris nobiliaris imperials al Kraichgau van passar principalment a Baden.

### Temps moderns
Després del final de l'imperi el concepte Kraichgau només va assenyalar una regió de Baden, el districte de Bruchsal). A partir del 1900 el Kraichagu va començar a ser considerat una regió natural més àmplia estenent-se entre el Neckar, l'Enz i el Rin. Aquesta denominació per la regió natural d'aproximadament 1600 quilòmetres quadrats fou adoptada per l'Institut Federal d'Investigació dels Espais (avui: Institut Federal per la Cultura i la Investigació dels Espais) entre 1957 i 1963. Els nobles encara avui dia posseeixen nombrosos castells, cases senyorials i terres.

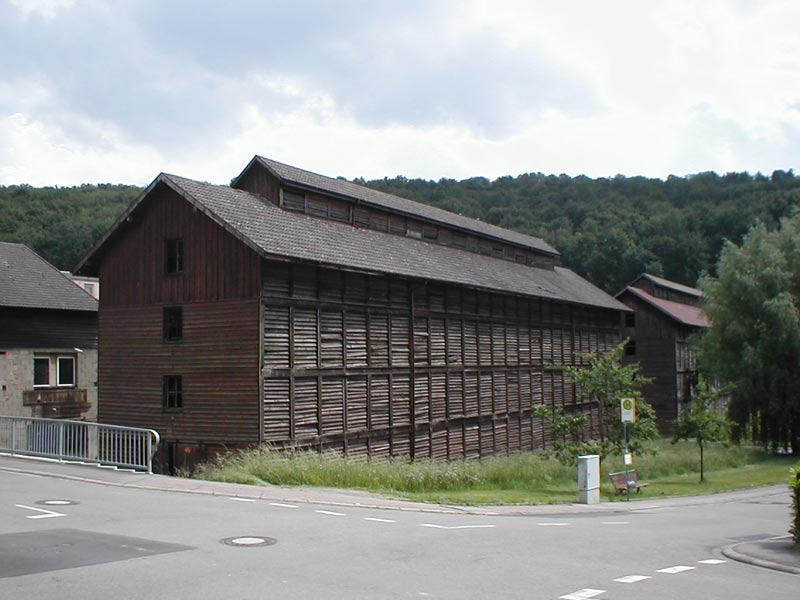
Cultius de tabac a Hoffenheim